# Lithacodia nivata
Lithacodia nivata là một loài bướm đêm trong họ Noctuidae.